# 明王院 (和歌山県高野町)
明王院（みょうおういん） は、和歌山県伊都郡高野町にある高野山真言宗の別格本山の寺院。総本山金剛峯寺の塔頭、宿坊。山号は高野山。本尊は赤不動明王。高野山の中ほどにある本中院谷に所在。日本三不動のひとつである「赤不動」がある寺院として知られる。　

## 歴史
寺伝によれば弘仁7年（816年）に空海（弘法大師）が高野山を開くにあたり、自ら刻んだ五大明王を安置し開創したという。高野山にある寺院の中でも最も初期に創建された寺院である。
現在の本尊である赤不動明王は、空海の甥で天台宗の僧である円珍（智証大師）が、修行中に感得した不動明王の姿を画いたものであるという。またその際に、円珍は自らの頭を岩に打ち付けて流れ出た血を岩絵の具に混ぜたのだという。
平安時代末期には衰微していたが、如法によって再興された。
本堂の内陣は左右に分かれており、向かって右には本尊「赤不動」、脇仏弘法大師像で、左には後醍醐天皇画像。左の内陣は不動明王立像による護摩壇になっている。

## 境内
- 本堂
- 庫裏
- 宿坊
- 山門

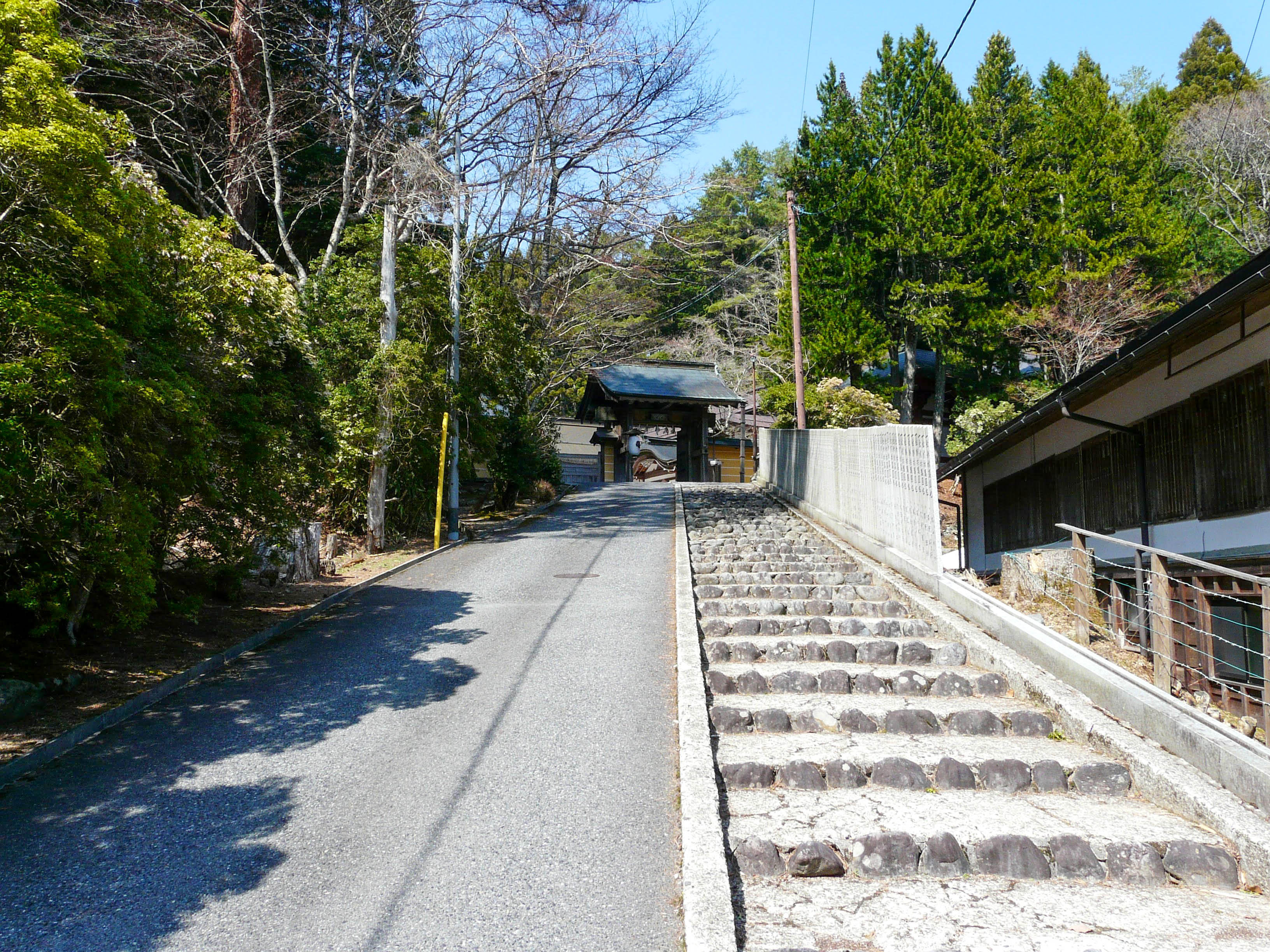
山門前の参道
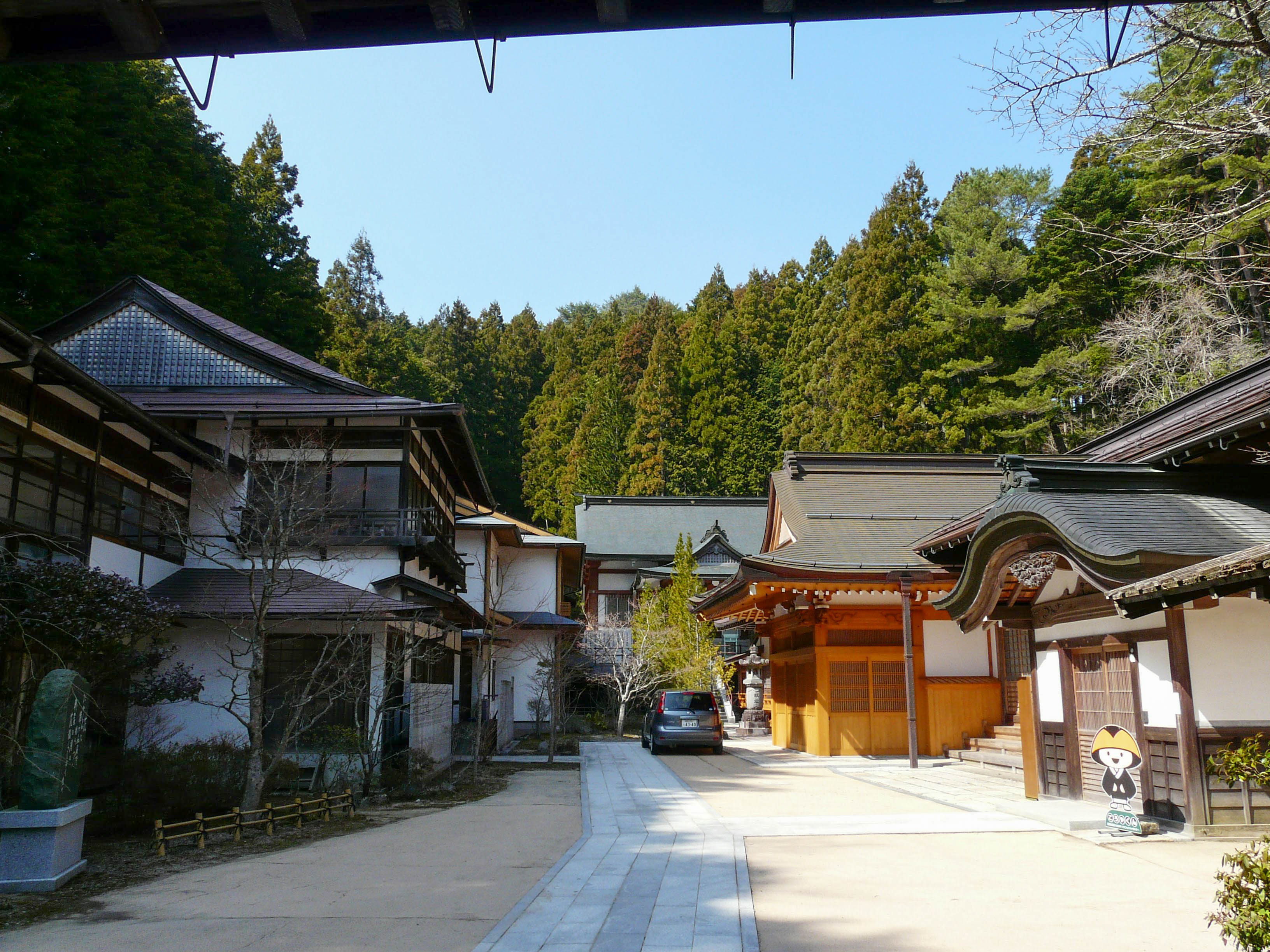
境内
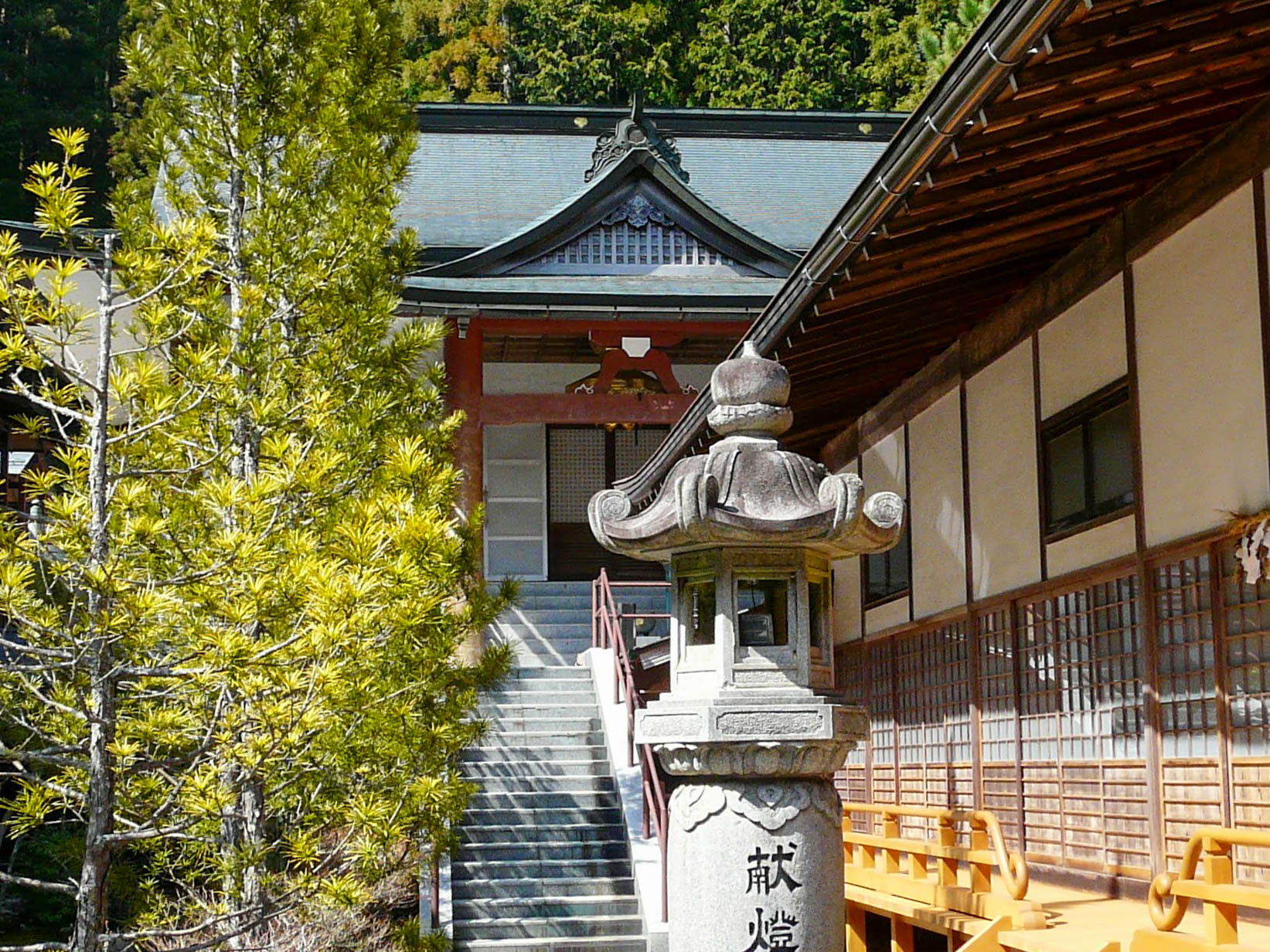
本堂

## 文化財

### 重要文化財
- 絹本着色不動明王二童子像 - 通称「赤不動」。園城寺を開いた円珍作と伝えられるが、実際の制作は鎌倉時代と推定される。後醍醐天皇が守り本尊として吉野に逃れる際にも所持したという。明王院開創当初の本尊・五大明王像の焼失後、当寺の本尊として祀られる。京都府・青蓮院の「青不動」、滋賀県・園城寺の「黄不動」とともに日本三不動のひとつとされる。通常は非公開であるが4月28日の赤不動大祭で開帳される。

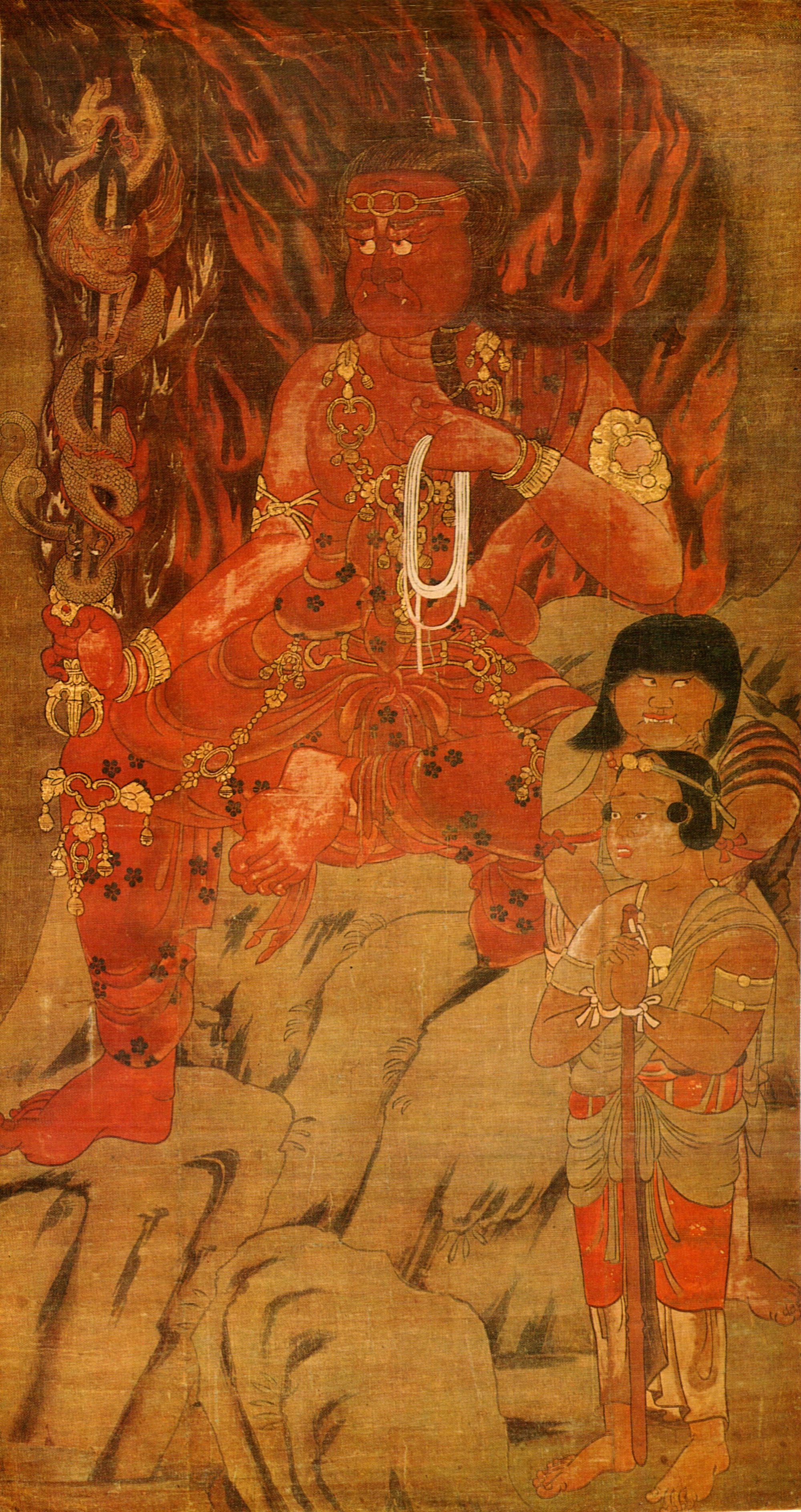
通称「赤不動」

## 前後の札所
近畿三十六不動尊霊場
34 根来寺　-　35 明王院　-　36 南院

## 所在地
- 和歌山県伊都郡高野町高野山146